# Patrick Vieira
Patrick Donalé Vieira (Dakar, 23 giugno 1976) è un allenatore di calcio, dirigente sportivo ed ex calciatore senegalese naturalizzato francese, di ruolo centrocampista, tecnico del Genoa.
In carriera ha conquistato quattro campionati italiani (1995-1996, 2006-2007, 2007-2008 e 2008-2009), tre campionati inglesi (1997-1998, 2001-2002 e 2003-2004), cinque FA Cup (1997-1998, 2001-2002, 2002-2003, 2004-2005 e 2010-2011), quattro Community Shield (1998, 1999, 2002 e 2004) e due Supercoppe italiane (2006 e 2008)
Con la nazionale francese ha partecipato a tre campionati mondiali (1998, 2002 e 2006) e tre campionati europei (2000, 2004 e 2008), vincendo il Mondiale 1998 e l'Europeo 2000. Inoltre ha preso parte a una FIFA Confederations Cup nel 2001, vincendola.
A livello individuale, nel 2004 è stato inserito nella FIFA 100, una lista dei 125 più grandi giocatori viventi, selezionata da Pelé e dalla FIFA in occasione delle celebrazioni del centenario della federazione.

## Biografia
Nato in Senegal in una comunità originaria di Capo Verde, la sua famiglia si sposta a Dreux, in Francia, quando Vieira ha 8 anni; Patrick ritornerà in Senegal solo nel 2003. L'11 maggio 2010 è stato nominato "Ambasciatore di buona volontà" presso l'Organizzazione per l'alimentazione e l'agricoltura delle Nazioni Unite.

## Caratteristiche tecniche

### Calciatore
Considerato uno dei migliori centrocampisti della sua generazione, era molto forte sia fisicamente che atleticamente, oltre a essere molto bravo anche tecnicamente. Abile nei passaggi corti o lunghi, in grado di trasformare l'azione da difensiva a offensiva, forte nei contrasti, bravo a tirare dalla distanza, e dotato di grande personalità. Veniva soprannominato la pieuvre per via della sua capacità di sradicare palloni distanti da lui per poi difenderli dal pressing degli avversari. Forte in tackle e nel gioco aereo, era caratterizzato da una grande foga agonistica, che lo portava a ricevere numerose sanzioni disciplinari.

### Allenatore
Usa come modulo il 4-3-3 e il 4-2-3-1, tenendo la squadra col baricentro alto e cercando di giocare la palla per crearsi gli spazi per colpire infilando la linea difensiva.

## Carriera

### Giocatore

#### Club

##### Gli inizi
Inizia la carriera nelle giovanili del Trappes (1984-1988), per poi giocare nel Drouais e nel Tours. Nel 1993, a 17 anni, debutta in prima squadra nel Cannes, dove resta due anni e diventa capitano a 19 anni.

Vieira al Milan, insieme al connazionale Desailly, durante un match della Coppa UEFA 1995-1996.

Nel dicembre 1995 è ingaggiato per 7 miliardi di lire dal Milan, con cui vince lo scudetto giocando 2 partite e rimanendo tra le riserve.

##### Arsenal
Nel settembre del 1996, il nuovo allenatore dell'Arsenal, Arsène Wenger, ottiene dal club l'acquisto del calciatore francese per 4,5 milioni di sterline. La prestanza fisica e la qualità del suo gioco lo rendono da subito uno dei pilastri fondamentali della squadra. Con il connazionale Emmanuel Petit, Vieira forma un centrocampo forte e solido, contribuendo alle vittorie della squadra in Premier League e FA Cup nel 1998, nella sua prima stagione intera con il club.
Nel 2000 gioca la finale di Coppa UEFA, uscendone sconfitto ai rigori contro i turchi del Galatasaray. Nel 2002 Vieira vince sia la Premier League che la FA Cup. Dopo il ritiro di Tony Adams nel 2002, Vieira ottiene la fascia di capitano. Pur essendo mancato alla finale di FA Cup del 2003 per infortunio, alza la coppa assieme a David Seaman, capitano dell'Arsenal in quell’occasione.
La stagione 2003-2004 si rivela storica per l'Arsenal e per lo stesso giocatore. L'inizio non è semplice a causa di alcuni problemi fisici; Vieira torna in tempo per il match della fase a gironi della Champions League contro il Lokomotiv Mosca, che vede i Gunners vittoriosi per 2-0 e qualificati alla fase ad eliminazione diretta. La corsa dei londinesi si ferma ai quarti di finale contro il Chelsea ma in Premier League arriva il successo finale senza subire una sola sconfitta nell'arco di tutto il torneo. Nel 2005 vince un'altra FA Cup, calciando il rigore decisivo della serie finale contro il Manchester Utd.
In totale, con l'Arsenal, Vieira ha giocato 407 volte e segnato 34 gol. Nell'agosto del 2008, in un sondaggio condotto tra i fan dell'Arsenal nel sito ufficiale del club, è stato nominato quinto tra i 50 migliori giocatori della storia dei Gunners.

##### Juventus
Nell'estate 2005 il francese approda alla Juventus, dove vince un campionato (il titolo sarà in seguito assegnato all'Inter a causa delle vicende di Calciopoli). Sotto la guida di Fabio Capello, è autore di un'ottima stagione impreziosita da alcuni gol decisivi. La sua esperienza con la Juventus si conclude con 42 partite e 5 reti in tutte le competizioni.

##### Inter

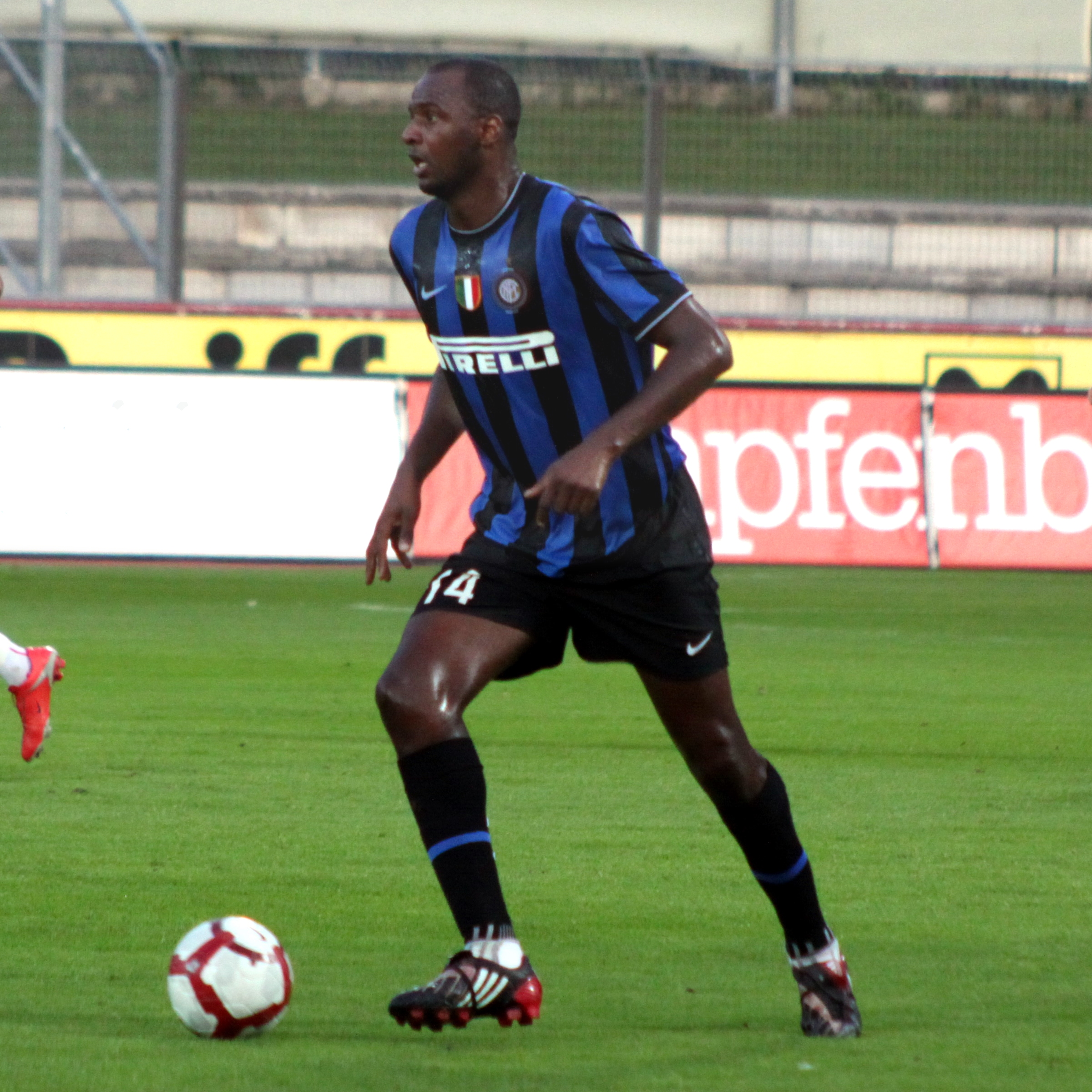
Vieira con la maglia dell'Inter nell'estate 2009.

Il 2 agosto 2006 Vieira viene acquistato dall'Inter per 9,5 milioni di euro. Il suo debutto con la nuova maglia avviene il 26 successivo nella finale di Supercoppa italiana tra Inter e Roma; Vieira gioca una partita di alto livello e segna due reti che permettono all'Inter di vincere il trofeo.
La sua successiva esperienza all'Inter è però condizionata da diversi infortuni. Nella stagione 2008-2009 si fa male durante un'amichevole con la Francia nel novembre 2008 e rimane fermo per due mesi e mezzo. Torna a disposizione nel mese di febbraio, ma viene escluso dal tecnico José Mourinho dalla gara d'andata degli ottavi di finale di Champions League contro il Manchester Utd. Nell'estate 2009 disputa un'ottima partita nella finale di Supercoppa italiana persa contro la Lazio. In seguito giocherà altre 10 partite, l'ultima delle quali contro il Chievo il 6 gennaio 2010.
Complessivamente, con l'Inter ha collezionato 91 presenze e 9 reti, vincendo 3 scudetti (2006-2007, 2007-2008 e 2008-2009) e 2 Supercoppe italiane (2006 e 2008).

##### Manchester City e ritiro

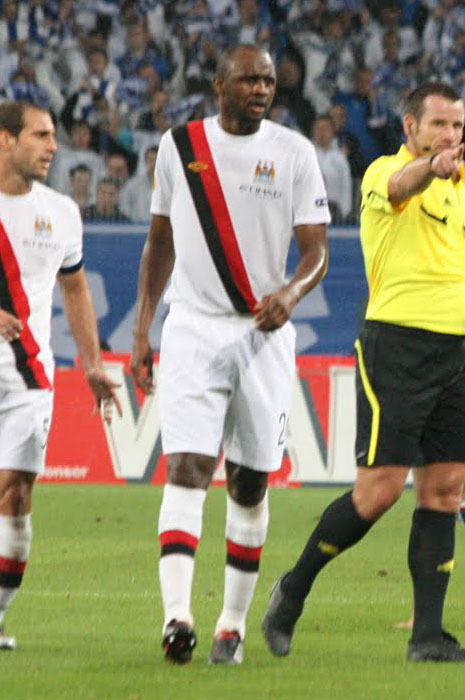
Vieira al Manchester City nel 2010, nella trasferta di Europa League sul campo del Lech Poznań.

L'8 gennaio 2010 si trasferisce a titolo definitivo al Manchester City, con un contratto di 6 mesi con opzione per un ulteriore anno. Segna il primo gol con la maglia dei Citizens il 3 aprile contro il Burnley. Realizza invece la sua prima doppietta nella sfida di FA Cup contro il Notts County. Il 14 maggio 2011 vince la finale di FA Cup, superando lo Stoke City per 1-0. Vieira diventa così il giocatore straniero con più Coppe d'Inghilterra, 5.
Il 14 luglio 2011 il sito ufficiale del Manchester City annuncia il suo ritiro dal calcio giocato.

#### Nazionale
Pur essendo nato in Senegal, Vieira ha scelto di giocare con la maglia della nazionale francese, con la quale ha debuttato nel 1997 contro i Paesi Bassi. Ha fatto parte della rosa francese al campionato del mondo 1998. È entrato come sostituto nella vittoriosa finale contro il Brasile e ha fornito l'assist per il terzo gol della Francia siglato da Emmanuel Petit. Lo stesso anno, con il resto della squadra, ha ricevuto la Légion d'honneur per le prestazioni fornite.
Successivamente ha giocato come titolare a Euro 2000, vinto dalla Francia grazie al golden gol di David Trezeguet contro l'Italia ai tempi supplementari. Ha aiutato la sua nazionale a vincere la FIFA Confederations Cup 2001, finendo il torneo con due gol, incluso quello della finale contro il Giappone. Ha inoltre giocato al campionato del mondo 2002, in cui la Francia è stata eliminata nella fase a gruppi senza riuscire a segnare alcun gol.
Convocato per Euro 2004, non ha potuto disputare il match dei quarti contro la Grecia a causa di un infortunio; i transalpini hanno poi perso clamorosamente la sfida per 1-0.
Il 23 giugno 2006, giorno del suo trentesimo compleanno, Vieira ha capitanato la sua squadra, con Zidane indisponibile per squalifica, segnando il primo gol contro il Togo al Mondiale 2006. Vieira ha fornito anche l'assist per il 2-0 finale siglato da Thierry Henry. Questo ha aiutato la Francia ad avanzare agli ottavi della competizione, in cui ha segnato il gol del momentaneo 2-1 nella vittoria contro la Spagna per 3-1. Dopo aver battuto per 1-0 il Brasile ai quarti di finale e il Portogallo in semifinale, la Francia è arrivata in finale contro l'Italia. Durante la partita, Vieira si è fatto male nel secondo tempo in uno scontro con Fabio Cannavaro ed è stato sostituito. L'Italia ha vinto ai rigori per 5-3, dopo l'1-1 dei tempi regolamentari e supplementari.
Dopo il ritiro di Zinédine Zidane, è divenuto capitano della sua nazionale e ha guidato la squadra alle qualificazioni per Euro 2008. Tuttavia a Euro 2008 Vieira non è riuscito a giocare un minuto nel torneo a causa di un infortunio al ginocchio. Nella fase finale di Euro 2008, inserita nel girone C con Romania, Paesi Bassi e Italia, la Francia ha poi disatteso le aspettative, classificandosi ultima nel proprio raggruppamento.
Dopo non essere stato convocato da Raymond Domenech per il campionato del mondo 2010 in Sudafrica, il 7 luglio 2010 il calciatore ha annunciato ufficialmente il suo ritiro dalla nazionale francese, dichiarando di volersi dedicare esclusivamente alla sua squadra di club, il Manchester City.

### Allenatore

#### Gli inizi
Dopo il ritiro dal calcio giocato, è entrato a far parte dello staff dirigenziale del Manchester City in qualità di allenatore delle giovanili con il titolo di Executive Development Football e come ambasciatore del club nel Regno Unito e all'estero.
Il 16 maggio 2013 viene nominato allenatore delle riserve del Manchester City. Dal 1º settembre 2013 diventa anche allenatore dell'Under 19 sempre dei citizen.
Il 9 novembre 2015 viene annunciato come nuovo allenatore del New York City a partire dal 1º gennaio successivo.

#### Nizza
Dopo aver conquistato i play-off per due stagioni consecutive, l'11 giugno 2018 lascia il club statunitense per diventare il nuovo tecnico del Nizza, tornando così nel campionato francese dopo 23 anni dalla sua precedente esperienza da giocatore con la maglia del Cannes.
Al primo anno si piazza 7º in campionato mentre in Coppa di Francia viene eliminato ai trentaduesimi dal Tolosa e in Coupe de la Ligue esce agli ottavi per mano del Guingamp (1-3 ai rigori). Al termine della seconda stagione, conclusasi anticipatamente a causa dell'epidemia da COVID-19, porta la squadra al 5º posto in classifica, che vale la qualificazione alla fase a gironi di Europa League. Il 4 dicembre 2020, dopo cinque sconfitte consecutive tra Ligue 1 ed Europa League, nel cui girone arriva ultimo, viene esonerato e sostituito dal suo vice Adrian Ursea.

#### Crystal Palace
Il 4 luglio 2021 diventa il nuovo tecnico del Crystal Palace, con cui firma un triennale e si piazza 12º in Premier al primo anno. Viene esonerato il 17 marzo 2023, dopo non aver vinto nessuna gara di campionato nel nuovo anno e con la squadra dodicesima con 27 punti dopo altrettante giornate e a soli tre punti dalla zona retrocessione.

#### Strasburgo
Il 2 luglio 2023 viene ufficializzato come nuovo allenatore dello Strasburgo, con cui firma un contratto triennale. Alla prima stagione si piazza 13º in Ligue 1 e arriva ai quarti di Coppa di Francia venendo eliminato dall'Olympique Lione. Il 18 luglio 2024 risolve il contratto di comune accordo con la società francese.

#### Genoa
Il 20 novembre 2024, con la squadra in quart'ultima posizione, viene nominato nuovo allenatore del Genoa, subentrando all'esonerato Alberto Gilardino. Quattro giorni dopo esordisce coi grifoni pareggiando in casa contro il Cagliari (2-2). Sotto la sua guida la squadra si risolleva in classifica, salvandosi con quattro giornate di anticipo e si piazza al 13º posto con 43 punti. A fine stagione il club estende il suo contratto fino al 2027.

## Statistiche

### Presenze e reti nei club
| Stagione               | Squadra                | Campionato             | Campionato | Campionato | Coppe nazionali | Coppe nazionali | Coppe nazionali | Coppe continentali | Coppe continentali | Coppe continentali | Altre coppe | Altre coppe | Altre coppe | Totale | Totale |
| Stagione               | Squadra                | Comp                   | Pres       | Reti       | Comp            | Pres            | Reti            | Comp               | Pres               | Reti               | Comp        | Pres        | Reti        | Pres   | Reti   |
| ---------------------- | ---------------------- | ---------------------- | ---------- | ---------- | --------------- | --------------- | --------------- | ------------------ | ------------------ | ------------------ | ----------- | ----------- | ----------- | ------ | ------ |
| 1993-1994              | Cannes                 | D1                     | 5          | 0          | CF              | 1               | 0               | -                  | -                  | -                  | -           | -           | -           | 6      | 0      |
| 1994-1995              | Cannes                 | D1                     | 31         | 2          | CF+CdL          | 2+1             | 1+0             | CU                 | 4                  | 1                  | -           | -           | -           | 38     | 4      |
| lug.-nov. 1995         | Cannes                 | D1                     | 13         | 0          | -               | -               | -               | Int.               | 4                  | 0                  | -           | -           | -           | 17     | 0      |
| Totale Cannes          | Totale Cannes          | Totale Cannes          | 49         | 2          |                 | 4               | 1               |                    | 8                  | 1                  |             | -           | -           | 61     | 4      |
| 1995-1996              | Milan                  | A                      | 2          | 0          | CI              | 1               | 0               | CU                 | 2                  | 0                  | -           | -           | -           | 5      | 0      |
| 1996-1997              | Arsenal                | PL                     | 31         | 2          | FACup+CdL       | 3+3             | 0+0             | CU                 | 1                  | 0                  | -           | -           | -           | 38     | 2      |
| 1997-1998              | Arsenal                | PL                     | 33         | 2          | FACup+CdL       | 9+2             | 0+0             | CU                 | 2                  | 0                  | -           | -           | -           | 46     | 2      |
| 1998-1999              | Arsenal                | PL                     | 34         | 3          | FACup+CdL       | 5+0             | 1+0             | UCL                | 3                  | 0                  | CS          | 1           | 0           | 43     | 4      |
| 1999-2000              | Arsenal                | PL                     | 30         | 2          | FACup+CdL       | 2+0             | 0+0             | UCL+CU             | 6+8                | 0+0                | CS          | 1           | 0           | 47     | 2      |
| 2000-2001              | Arsenal                | PL                     | 30         | 6          | FACup+CdL       | 6+0             | 1+0             | UCL                | 12                 | 0                  | -           | -           | -           | 48     | 7      |
| 2001-2002              | Arsenal                | PL                     | 36         | 2          | FACup+CdL       | 7+0             | 0+0             | UCL                | 11                 | 1                  | -           | -           | -           | 54     | 3      |
| 2002-2003              | Arsenal                | PL                     | 24         | 3          | FACup+CdL       | 5+0             | 0+0             | UCL                | 12                 | 1                  | CS          | 1           | 0           | 42     | 4      |
| 2003-2004              | Arsenal                | PL                     | 29         | 3          | FACup+CdL       | 5+2             | 0+0             | UCL                | 7                  | 0                  | CS          | 1           | 0           | 44     | 3      |
| 2004-2005              | Arsenal                | PL                     | 32         | 6          | FACup+CdL       | 6+0             | 1+0             | UCL                | 6                  | 0                  | CS          | 0           | 0           | 44     | 7      |
| Totale Arsenal         | Totale Arsenal         | Totale Arsenal         | 279        | 29         |                 | 55              | 3               |                    | 68                 | 2                  |             | 4           | 0           | 406    | 34     |
| 2005-2006              | Juventus               | A                      | 31         | 5          | CI              | 3               | 0               | UCL                | 7                  | 0                  | SI          | 1           | 0           | 42     | 5      |
| 2006-2007              | Inter                  | A                      | 20         | 1          | CI              | 3               | 0               | UCL                | 4                  | 1                  | SI          | 1           | 2           | 28     | 4      |
| 2007-2008              | Inter                  | A                      | 16         | 3          | CI              | 3               | 0               | UCL                | 3                  | 0                  | SI          | 1           | 0           | 23     | 3      |
| 2008-2009              | Inter                  | A                      | 19         | 1          | CI              | 2               | 0               | UCL                | 3                  | 0                  | -           | -           | -           | 24     | 1      |
| 2009-gen. 2010         | Inter                  | A                      | 12         | 1          | CI              | 1               | 0               | UCL                | 2                  | 0                  | SI          | 1           | 0           | 16     | 1      |
| Totale Inter           | Totale Inter           | Totale Inter           | 67         | 6          |                 | 9               | 0               |                    | 12                 | 1                  |             | 3           | 2           | 91     | 9      |
| gen.-giu. 2010         | Manchester City        | PL                     | 13         | 1          | FACup+CdL       | 1+0             | 0               | -                  | -                  | -                  | -           | -           | -           | 14     | 1      |
| 2010-2011              | Manchester City        | PL                     | 15         | 2          | FACup+CdL       | 8+1             | 3+0             | UEL                | 8                  | 0                  | -           | -           | -           | 32     | 5      |
| Totale Manchester City | Totale Manchester City | Totale Manchester City | 28         | 3          |                 | 10              | 3               |                    | 8                  | 0                  |             | -           | -           | 46     | 6      |
| Totale carriera        | Totale carriera        | Totale carriera        | 456        | 45         |                 | 82              | 7               |                    | 105                | 4                  |             | 8           | 2           | 651    | 58     |

### Cronologia presenze e reti in nazionale
| Cronologia completa delle presenze e delle reti in nazionale ― Francia | Cronologia completa delle presenze e delle reti in nazionale ― Francia | Cronologia completa delle presenze e delle reti in nazionale ― Francia | Cronologia completa delle presenze e delle reti in nazionale ― Francia | Cronologia completa delle presenze e delle reti in nazionale ― Francia | Cronologia completa delle presenze e delle reti in nazionale ― Francia | Cronologia completa delle presenze e delle reti in nazionale ― Francia | Cronologia completa delle presenze e delle reti in nazionale ― Francia |
| Data                                                                   | Città                                                                  | In casa                                                                | Risultato                                                              | Ospiti                                                                 | Competizione                                                           | Reti                                                                   | Note                                                                   |
| ---------------------------------------------------------------------- | ---------------------------------------------------------------------- | ---------------------------------------------------------------------- | ---------------------------------------------------------------------- | ---------------------------------------------------------------------- | ---------------------------------------------------------------------- | ---------------------------------------------------------------------- | ---------------------------------------------------------------------- |
| 26-2-1997                                                              | Parigi                                                                 | Francia                                                                | 2 – 1                                                                  | Paesi Bassi                                                            | Amichevole                                                             | -                                                                      | 78’                                                                    |
| 2-4-1997                                                               | Parigi                                                                 | Francia                                                                | 1 – 0                                                                  | Svezia                                                                 | Amichevole                                                             | -                                                                      | 65’                                                                    |
| 3-6-1997                                                               | Lione                                                                  | Francia                                                                | 1 – 1                                                                  | Brasile                                                                | Amichevole                                                             | -                                                                      | 15’                                                                    |
| 7-6-1997                                                               | Montpellier                                                            | Francia                                                                | 0 – 1                                                                  | Inghilterra                                                            | Amichevole                                                             | -                                                                      |                                                                        |
| 11-6-1997                                                              | Parigi                                                                 | Francia                                                                | 2 – 2                                                                  | Italia                                                                 | Amichevole                                                             | -                                                                      | 66’                                                                    |
| 22-4-1998                                                              | Solna                                                                  | Svezia                                                                 | 0 – 0                                                                  | Francia                                                                | Amichevole                                                             | -                                                                      | 68’                                                                    |
| 29-5-1998                                                              | Casablanca                                                             | Marocco                                                                | 2 – 2 (6 – 5 dtr)                                                      | Francia                                                                | Trofeo di calcio Hassan II 1998                                        | -                                                                      | 46’                                                                    |
| 24-6-1998                                                              | Lione                                                                  | Francia                                                                | 2 – 1                                                                  | Danimarca                                                              | Mondiali 1998 - 1º turno                                               | -                                                                      | 62’                                                                    |
| 12-7-1998                                                              | Saint-Denis                                                            | Brasile                                                                | 0 – 3                                                                  | Francia                                                                | Mondiali 1998 - Finale                                                 | -                                                                      | 75’                                                                    |
| 10-10-1998                                                             | Mosca                                                                  | Russia                                                                 | 2 – 3                                                                  | Francia                                                                | Qual. Euro 2000                                                        | -                                                                      | 54’                                                                    |
| 10-2-1999                                                              | Londra                                                                 | Inghilterra                                                            | 0 – 2                                                                  | Francia                                                                | Amichevole                                                             | -                                                                      | 85’                                                                    |
| 31-3-1999                                                              | Saint-Denis                                                            | Francia                                                                | 2 – 0                                                                  | Armenia                                                                | Qual. Euro 2000                                                        | -                                                                      | 76’                                                                    |
| 5-6-1999                                                               | Saint-Denis                                                            | Francia                                                                | 2 – 3                                                                  | Russia                                                                 | Qual. Euro 2000                                                        | -                                                                      | 59’                                                                    |
| 9-6-1999                                                               | Barcellona                                                             | Andorra                                                                | 0 – 1                                                                  | Francia                                                                | Qual. Euro 2000                                                        | -                                                                      | 56’                                                                    |
| 18-8-1999                                                              | Belfast                                                                | Irlanda del Nord                                                       | 0 – 1                                                                  | Francia                                                                | Amichevole                                                             | -                                                                      | 83’                                                                    |
| 4-9-1999                                                               | Kiev                                                                   | Ucraina                                                                | 0 – 0                                                                  | Francia                                                                | Qual. Euro 2000                                                        | -                                                                      |                                                                        |
| 9-10-1999                                                              | Saint-Denis                                                            | Francia                                                                | 3 – 2                                                                  | Islanda                                                                | Qual. Euro 2000                                                        | -                                                                      | 90’                                                                    |
| 13-11-1999                                                             | Saint-Denis                                                            | Francia                                                                | 3 – 0                                                                  | Croazia                                                                | Amichevole                                                             | -                                                                      |                                                                        |
| 23-2-2000                                                              | Saint-Denis                                                            | Francia                                                                | 1 – 0                                                                  | Polonia                                                                | Amichevole                                                             | -                                                                      | 58’                                                                    |
| 29-3-2000                                                              | Glasgow                                                                | Scozia                                                                 | 0 – 2                                                                  | Francia                                                                | Amichevole                                                             | -                                                                      | 60’                                                                    |
| 26-4-2000                                                              | Saint-Denis                                                            | Francia                                                                | 3 – 2                                                                  | Slovenia                                                               | Amichevole                                                             | -                                                                      |                                                                        |
| 28-5-2000                                                              | Zagabria                                                               | Croazia                                                                | 0 – 2                                                                  | Francia                                                                | Amichevole                                                             | -                                                                      | 46’                                                                    |
| 4-6-2000                                                               | Casablanca                                                             | Giappone                                                               | 2 – 2 (2 – 4 dtr)                                                      | Francia                                                                | Trofeo di calcio Hassan II 2000 - Semifinale                           | -                                                                      | 46’                                                                    |
| 6-6-2000                                                               | Casablanca                                                             | Marocco                                                                | 1 – 5                                                                  | Francia                                                                | Trofeo di calcio Hassan II 2000 - Finale                               | -                                                                      |                                                                        |
| 11-6-2000                                                              | Bruges                                                                 | Francia                                                                | 3 – 0                                                                  | Danimarca                                                              | Euro 2000 - 1º turno                                                   | -                                                                      | 58’                                                                    |
| 16-6-2000                                                              | Bruges                                                                 | Rep. Ceca                                                              | 1 – 2                                                                  | Francia                                                                | Euro 2000 - 1º turno                                                   | -                                                                      |                                                                        |
| 21-6-2000                                                              | Amsterdam                                                              | Francia                                                                | 2 – 3                                                                  | Paesi Bassi                                                            | Euro 2000 - 1º turno                                                   | -                                                                      | 90’                                                                    |
| 25-6-2000                                                              | Bruges                                                                 | Spagna                                                                 | 1 – 2                                                                  | Francia                                                                | Euro 2000 - Quarti di finale                                           | -                                                                      |                                                                        |
| 28-6-2000                                                              | Bruxelles                                                              | Francia                                                                | 2 – 1 gg                                                               | Portogallo                                                             | Euro 2000 - Semifinale                                                 | -                                                                      | 23’                                                                    |
| 2-7-2000                                                               | Rotterdam                                                              | Francia                                                                | 2 – 1 gg                                                               | Italia                                                                 | Euro 2000 - Finale                                                     | -                                                                      | [ 49 ]                                                                 |
| 16-8-2000                                                              | Marsiglia                                                              | Francia                                                                | 5 – 1                                                                  | World Stars                                                            | Amichevole                                                             | -                                                                      | 61’                                                                    |
| 2-9-2000                                                               | Saint-Denis                                                            | Francia                                                                | 1 – 1                                                                  | Inghilterra                                                            | Amichevole                                                             | -                                                                      | 59’                                                                    |
| 4-10-2000                                                              | Saint-Denis                                                            | Francia                                                                | 1 – 1                                                                  | Camerun                                                                | Amichevole                                                             | -                                                                      |                                                                        |
| 7-10-2000                                                              | Johannesburg                                                           | Sudafrica                                                              | 0 – 0                                                                  | Francia                                                                | Amichevole                                                             | -                                                                      |                                                                        |
| 15-11-2000                                                             | Istanbul                                                               | Turchia                                                                | 0 – 4                                                                  | Francia                                                                | Amichevole                                                             | -                                                                      | 31’                                                                    |
| 27-2-2001                                                              | Saint-Denis                                                            | Francia                                                                | 1 – 0                                                                  | Germania                                                               | Amichevole                                                             | -                                                                      |                                                                        |
| 24-3-2001                                                              | Saint-Denis                                                            | Francia                                                                | 5 – 0                                                                  | Giappone                                                               | Amichevole                                                             | -                                                                      | 46’                                                                    |
| 28-3-2001                                                              | Valencia                                                               | Spagna                                                                 | 2 – 1                                                                  | Francia                                                                | Amichevole                                                             | -                                                                      | 77’                                                                    |
| 25-4-2001                                                              | Saint-Denis                                                            | Francia                                                                | 4 – 0                                                                  | Portogallo                                                             | Amichevole                                                             | -                                                                      | 62’                                                                    |
| 30-5-2001                                                              | Taegu                                                                  | Francia                                                                | 5 – 0                                                                  | Corea del Sud                                                          | Conf. Cup 2001 - 1º turno                                              | 1                                                                      |                                                                        |
| 1-6-2001                                                               | Taegu                                                                  | Australia                                                              | 1 – 0                                                                  | Francia                                                                | Conf. Cup 2001 - 1º turno                                              | -                                                                      | 88’                                                                    |
| 3-6-2001                                                               | Ulsan                                                                  | Francia                                                                | 4 – 0                                                                  | Messico                                                                | Conf. Cup 2001 - 1º turno                                              | -                                                                      |                                                                        |
| 7-6-2001                                                               | Suwon                                                                  | Francia                                                                | 2 – 1                                                                  | Brasile                                                                | Conf. Cup 2001 - Semifinale                                            | -                                                                      |                                                                        |
| 10-6-2001                                                              | Yokohama                                                               | Giappone                                                               | 0 – 1                                                                  | Francia                                                                | Conf. Cup 2001 - Finale                                                | 1                                                                      | [ 50 ]                                                                 |
| 15-8-2001                                                              | Nantes                                                                 | Francia                                                                | 1 – 0                                                                  | Danimarca                                                              | Amichevole                                                             | -                                                                      | 73’                                                                    |
| 1-9-2001                                                               | Santiago del Cile                                                      | Cile                                                                   | 2 – 1                                                                  | Francia                                                                | Amichevole                                                             | -                                                                      | 63’                                                                    |
| 6-10-2001                                                              | Saint-Denis                                                            | Francia                                                                | 4 – 1                                                                  | Algeria                                                                | Amichevole                                                             | -                                                                      |                                                                        |
| 11-11-2001                                                             | Melbourne                                                              | Australia                                                              | 1 – 1                                                                  | Francia                                                                | Amichevole                                                             | -                                                                      |                                                                        |
| 13-2-2002                                                              | Saint-Denis                                                            | Francia                                                                | 2 – 1                                                                  | Romania                                                                | Amichevole                                                             | 1                                                                      | 46’                                                                    |
| 27-3-2002                                                              | Saint-Denis                                                            | Francia                                                                | 5 – 0                                                                  | Scozia                                                                 | Amichevole                                                             | -                                                                      | 46’                                                                    |
| 17-4-2002                                                              | Saint-Denis                                                            | Francia                                                                | 0 – 0                                                                  | Russia                                                                 | Amichevole                                                             | -                                                                      |                                                                        |
| 18-5-2002                                                              | Saint-Denis                                                            | Francia                                                                | 1 – 2                                                                  | Belgio                                                                 | Amichevole                                                             | -                                                                      |                                                                        |
| 26-5-2002                                                              | Suwon                                                                  | Corea del Sud                                                          | 2 – 3                                                                  | Francia                                                                | Amichevole                                                             | -                                                                      | 78’                                                                    |
| 31-5-2002                                                              | Seul                                                                   | Francia                                                                | 0 – 1                                                                  | Senegal                                                                | Mondiali 2002 - 1º turno                                               | -                                                                      |                                                                        |
| 6-6-2002                                                               | Pusan                                                                  | Francia                                                                | 0 – 0                                                                  | Uruguay                                                                | Mondiali 2002 - 1º turno                                               | -                                                                      |                                                                        |
| 11-6-2002                                                              | Incheon                                                                | Danimarca                                                              | 2 – 0                                                                  | Francia                                                                | Mondiali 2002 - 1º turno                                               | -                                                                      | 71’                                                                    |
| 21-8-2002                                                              | Tunisi                                                                 | Tunisia                                                                | 1 – 1                                                                  | Francia                                                                | Amichevole                                                             | -                                                                      | 46’                                                                    |
| 7-9-2002                                                               | Nicosia                                                                | Cipro                                                                  | 1 – 2                                                                  | Francia                                                                | Qual. Euro 2004                                                        | -                                                                      |                                                                        |
| 12-10-2002                                                             | Saint-Denis                                                            | Francia                                                                | 5 – 0                                                                  | Slovenia                                                               | Qual. Euro 2004                                                        | 1                                                                      |                                                                        |
| 16-10-2002                                                             | Ta' Qali                                                               | Malta                                                                  | 0 – 4                                                                  | Francia                                                                | Qual. Euro 2004                                                        | -                                                                      | 70’                                                                    |
| 12-2-2003                                                              | Saint-Denis                                                            | Francia                                                                | 0 – 2                                                                  | Rep. Ceca                                                              | Amichevole                                                             | -                                                                      | 46’                                                                    |
| 2-4-2003                                                               | Palermo                                                                | Israele                                                                | 1 – 2                                                                  | Francia                                                                | Qual. Euro 2004                                                        | -                                                                      | 62’                                                                    |
| 20-8-2003                                                              | Ginevra                                                                | Svizzera                                                               | 0 – 2                                                                  | Francia                                                                | Amichevole                                                             | -                                                                      | 46’                                                                    |
| 6-9-2003                                                               | Saint-Denis                                                            | Francia                                                                | 5 – 0                                                                  | Cipro                                                                  | Qual. Euro 2004                                                        | -                                                                      | 71’                                                                    |
| 10-9-2003                                                              | Lubiana                                                                | Slovenia                                                               | 0 – 2                                                                  | Francia                                                                | Qual. Euro 2004                                                        | -                                                                      |                                                                        |
| 18-2-2004                                                              | Bruxelles                                                              | Belgio                                                                 | 0 – 2                                                                  | Francia                                                                | Amichevole                                                             | -                                                                      | 61’                                                                    |
| 20-5-2004                                                              | Saint-Denis                                                            | Francia                                                                | 0 – 0                                                                  | Brasile                                                                | Amichevole                                                             | -                                                                      |                                                                        |
| 28-5-2004                                                              | Montpellier                                                            | Francia                                                                | 4 – 0                                                                  | Andorra                                                                | Amichevole                                                             | -                                                                      | 46’                                                                    |
| 6-6-2004                                                               | Saint-Denis                                                            | Francia                                                                | 1 – 0                                                                  | Ucraina                                                                | Amichevole                                                             | -                                                                      |                                                                        |
| 13-6-2004                                                              | Lisbona                                                                | Francia                                                                | 2 – 0                                                                  | Inghilterra                                                            | Euro 2004 - 1º turno                                                   | -                                                                      |                                                                        |
| 17-6-2004                                                              | Leiria                                                                 | Croazia                                                                | 2 – 2                                                                  | Francia                                                                | Euro 2004 - 1º turno                                                   | -                                                                      | 33’                                                                    |
| 21-6-2004                                                              | Coimbra                                                                | Svizzera                                                               | 1 – 3                                                                  | Francia                                                                | Euro 2004 - 1º turno                                                   | -                                                                      |                                                                        |
| 4-9-2004                                                               | Saint-Denis                                                            | Francia                                                                | 0 – 0                                                                  | Israele                                                                | Qual. Mondiali 2006                                                    | -                                                                      | Cap.                                                                   |
| 8-9-2004                                                               | Tórshavn                                                               | Fær Øer                                                                | 0 – 2                                                                  | Francia                                                                | Qual. Mondiali 2006                                                    | -                                                                      | Cap. 19’, 55’                                                          |
| 13-10-2004                                                             | Nicosia                                                                | Cipro                                                                  | 0 – 2                                                                  | Francia                                                                | Qual. Mondiali 2006                                                    | -                                                                      | Cap.                                                                   |
| 17-11-2004                                                             | Saint-Denis                                                            | Francia                                                                | 0 – 0                                                                  | Polonia                                                                | Amichevole                                                             | -                                                                      | Cap. 71’                                                               |
| 9-2-2005                                                               | Saint-Denis                                                            | Francia                                                                | 1 – 1                                                                  | Svezia                                                                 | Amichevole                                                             | -                                                                      | Cap.                                                                   |
| 26-3-2005                                                              | Saint-Denis                                                            | Francia                                                                | 0 – 0                                                                  | Svizzera                                                               | Qual. Mondiali 2006                                                    | -                                                                      | Cap.                                                                   |
| 30-3-2005                                                              | Tel Aviv                                                               | Israele                                                                | 1 – 1                                                                  | Francia                                                                | Qual. Mondiali 2006                                                    | -                                                                      | Cap.                                                                   |
| 3-9-2005                                                               | Lens                                                                   | Francia                                                                | 3 – 0                                                                  | Fær Øer                                                                | Qual. Mondiali 2006                                                    | -                                                                      |                                                                        |
| 7-9-2005                                                               | Dublino                                                                | Irlanda                                                                | 0 – 1                                                                  | Francia                                                                | Qual. Mondiali 2006                                                    | -                                                                      |                                                                        |
| 8-10-2005                                                              | Berna                                                                  | Svizzera                                                               | 1 – 1                                                                  | Francia                                                                | Qual. Mondiali 2006                                                    | -                                                                      |                                                                        |
| 12-10-2005                                                             | Saint-Denis                                                            | Francia                                                                | 4 – 0                                                                  | Cipro                                                                  | Qual. Mondiali 2006                                                    | -                                                                      | 25’                                                                    |
| 1-3-2006                                                               | Saint-Denis                                                            | Francia                                                                | 1 – 2                                                                  | Slovacchia                                                             | Amichevole                                                             | -                                                                      |                                                                        |
| 27-5-2006                                                              | Saint-Denis                                                            | Francia                                                                | 1 – 0                                                                  | Messico                                                                | Amichevole                                                             | -                                                                      | 46’                                                                    |
| 31-5-2006                                                              | Lens                                                                   | Francia                                                                | 2 – 0                                                                  | Danimarca                                                              | Amichevole                                                             | -                                                                      |                                                                        |
| 7-6-2006                                                               | Saint-Étienne                                                          | Francia                                                                | 3 – 1                                                                  | Cina                                                                   | Amichevole                                                             | -                                                                      | 75’                                                                    |
| 13-6-2006                                                              | Stoccarda                                                              | Francia                                                                | 0 – 0                                                                  | Svizzera                                                               | Mondiali 2006 - 1º turno                                               | -                                                                      |                                                                        |
| 18-6-2006                                                              | Lipsia                                                                 | Francia                                                                | 1 – 1                                                                  | Corea del Sud                                                          | Mondiali 2006 - 1º turno                                               | -                                                                      |                                                                        |
| 23-6-2006                                                              | Colonia                                                                | Togo                                                                   | 0 – 2                                                                  | Francia                                                                | Mondiali 2006 - 1º turno                                               | 1                                                                      | Cap. 81’                                                               |
| 27-6-2006                                                              | Hannover                                                               | Spagna                                                                 | 1 – 3                                                                  | Francia                                                                | Mondiali 2006 - Ottavi di finale                                       | 1                                                                      | 68’                                                                    |
| 1-7-2006                                                               | Francoforte sul Meno                                                   | Brasile                                                                | 0 – 1                                                                  | Francia                                                                | Mondiali 2006 - Quarti di finale                                       | -                                                                      |                                                                        |
| 5-7-2006                                                               | Monaco di Baviera                                                      | Portogallo                                                             | 0 – 1                                                                  | Francia                                                                | Mondiali 2006 - Semifinale                                             | -                                                                      |                                                                        |
| 9-7-2006                                                               | Berlino                                                                | Italia                                                                 | 1 – 1 dts (5 – 3 dtr)                                                  | Francia                                                                | Mondiali 2006 - Finale                                                 | -                                                                      | 56’                                                                    |
| 16-8-2006                                                              | Sarajevo                                                               | Bosnia ed Erzegovina                                                   | 1 – 2                                                                  | Francia                                                                | Amichevole                                                             | -                                                                      | Cap. 86’                                                               |
| 2-9-2006                                                               | Tbilisi                                                                | Georgia                                                                | 0 – 3                                                                  | Francia                                                                | Qual. Euro 2008                                                        | -                                                                      | Cap.                                                                   |
| 6-9-2006                                                               | Parigi                                                                 | Francia                                                                | 3 – 1                                                                  | Italia                                                                 | Qual. Euro 2008                                                        | -                                                                      | Cap.                                                                   |
| 7-10-2006                                                              | Glasgow                                                                | Scozia                                                                 | 1 – 0                                                                  | Francia                                                                | Qual. Euro 2008                                                        | -                                                                      | Cap.                                                                   |
| 11-10-2006                                                             | Sochaux                                                                | Francia                                                                | 5 – 0                                                                  | Fær Øer                                                                | Qual. Euro 2008                                                        | -                                                                      | Cap.                                                                   |
| 15-11-2006                                                             | Saint-Denis                                                            | Francia                                                                | 1 – 0                                                                  | Grecia                                                                 | Amichevole                                                             | -                                                                      | Cap.                                                                   |
| 7-2-2007                                                               | Saint-Denis                                                            | Francia                                                                | 0 – 1                                                                  | Argentina                                                              | Amichevole                                                             | -                                                                      | Cap.                                                                   |
| 22-8-2007                                                              | Trnava                                                                 | Slovacchia                                                             | 0 – 1                                                                  | Francia                                                                | Amichevole                                                             | -                                                                      | Cap.                                                                   |
| 8-9-2007                                                               | Milano                                                                 | Italia                                                                 | 0 – 0                                                                  | Francia                                                                | Qual. Euro 2008                                                        | -                                                                      | Cap.                                                                   |
| 12-9-2007                                                              | Parigi                                                                 | Francia                                                                | 0 – 1                                                                  | Scozia                                                                 | Qual. Euro 2008                                                        | -                                                                      | Cap. 22’ 69’                                                           |
| 6-2-2008                                                               | Malaga                                                                 | Spagna                                                                 | 1 – 0                                                                  | Francia                                                                | Amichevole                                                             | -                                                                      | Cap. 64’ 82’                                                           |
| 19-11-2008                                                             | Saint-Denis                                                            | Francia                                                                | 0 – 0                                                                  | Uruguay                                                                | Amichevole                                                             | -                                                                      | Cap. 46’                                                               |
| 2-6-2009                                                               | Saint-Étienne                                                          | Francia                                                                | 0 – 1                                                                  | Nigeria                                                                | Amichevole                                                             | -                                                                      | Cap.                                                                   |
| Totale                                                                 |                                                                        | Presenze (8º posto)                                                    | 107                                                                    |                                                                        | Reti                                                                   | 6                                                                      |                                                                        |

### Statistiche da allenatore
Statistiche aggiornate al 24 maggio 2025.
| Stagione              | Squadra               | Campionato            | Campionato | Campionato | Campionato | Campionato | Coppe nazionali | Coppe nazionali | Coppe nazionali | Coppe nazionali | Coppe nazionali | Coppe continentali | Coppe continentali | Coppe continentali | Coppe continentali | Coppe continentali | Altre coppe | Altre coppe | Altre coppe | Altre coppe | Altre coppe | Totale | Totale | Totale | Totale | % Vittorie | Piazzamento |
| Stagione              | Squadra               | Comp                  | G          | V          | N          | P          | Comp            | G               | V               | N               | P               | Comp               | G                  | V                  | N                  | P                  | Comp        | G           | V           | N           | P           | G      | V      | N      | P      | %          | Piazzamento |
| --------------------- | --------------------- | --------------------- | ---------- | ---------- | ---------- | ---------- | --------------- | --------------- | --------------- | --------------- | --------------- | ------------------ | ------------------ | ------------------ | ------------------ | ------------------ | ----------- | ----------- | ----------- | ----------- | ----------- | ------ | ------ | ------ | ------ | ---------- | ----------- |
| 2016                  | New York City         | MLS                   | 34+2       | 15+0       | 9+0        | 10+2       | USOC            | 1               | 0               | 0               | 1               | -                  | -                  | -                  | -                  | -                  | -           | -           | -           | -           | -           | 37     | 15     | 9      | 13     | 40,54      | 4º          |
| 2017                  | New York City         | MLS                   | 34+2       | 16+1       | 9+0        | 9+1        | USOC            | 1               | 0               | 0               | 1               | -                  | -                  | -                  | -                  | -                  | -           | -           | -           | -           | -           | 37     | 17     | 9      | 11     | 45,95      | 2º          |
| gen.-giu. 2018        | New York City         | MLS                   | 15         | 8          | 4          | 3          | USOC            | 1               | 0               | 0               | 1               | -                  | -                  | -                  | -                  | -                  | -           | -           | -           | -           | -           | 16     | 8      | 4      | 4      | 50,00      | Resc. cons. |
| Totale New York City  | Totale New York City  | Totale New York City  | 83+4       | 39+1       | 22+0       | 22+3       |                 | 3               | 0               | 0               | 3               |                    | -                  | -                  | -                  | -                  |             | -           | -           | -           | -           | 90     | 40     | 22     | 28     | 44,44      |             |
| 2018-2019             | Nizza                 | L1                    | 38         | 15         | 11         | 12         | CF+CdL          | 1+2             | 0+1             | 0+1             | 1+0             | -                  | -                  | -                  | -                  | -                  | -           | -           | -           | -           | -           | 41     | 16     | 12     | 13     | 39,02      | 7º          |
| 2019-2020             | Nizza                 | L1                    | 28         | 11         | 8          | 9          | CF+CdL          | 3+1             | 2+0             | 0+0             | 1+1             | -                  | -                  | -                  | -                  | -                  | -           | -           | -           | -           | -           | 32     | 13     | 8      | 11     | 40,63      | 5º          |
| set.-nov. 2020        | Nizza                 | L1                    | 11         | 5          | 2          | 4          | CF              | -               | -               | -               | -               | UEL                | 5                  | 1                  | 0                  | 4                  | -           | -           | -           | -           | -           | 16     | 6      | 2      | 8      | 37,50      | Eson.       |
| Totale Nizza          | Totale Nizza          | Totale Nizza          | 77         | 31         | 21         | 25         |                 | 7               | 3               | 1               | 3               |                    | 5                  | 1                  | 0                  | 4                  |             | -           | -           | -           | -           | 89     | 35     | 22     | 32     | 39,33      |             |
| 2021-2022             | Crystal Palace        | PL                    | 38         | 11         | 15         | 12         | FACup+CdL       | 5+1             | 4+0             | 0+0             | 1+1             | -                  | -                  | -                  | -                  | -                  | -           | -           | -           | -           |             | 44     | 15     | 15     | 14     | 34,09      | 12º         |
| 2022-mar. 2023        | Crystal Palace        | PL                    | 27         | 6          | 9          | 12         | FACup+CdL       | 1+2             | 0+1             | 0+1             | 1+0             | -                  | -                  | -                  | -                  | -                  | -           | -           | -           | -           |             | 30     | 7      | 10     | 13     | 23,33      | Eson.       |
| Totale Crystal Palace | Totale Crystal Palace | Totale Crystal Palace | 65         | 17         | 24         | 24         |                 | 9               | 5               | 1               | 3               |                    | -                  | -                  | -                  | -                  |             | -           | -           | -           | -           | 74     | 22     | 25     | 27     | 29,73      |             |
| 2023-2024             | Strasburgo            | L1                    | 34         | 10         | 9          | 15         | CF              | 4               | 3               | 1               | 0               | -                  | -                  | -                  | -                  | -                  | -           | -           | -           | -           | -           | 38     | 13     | 10     | 15     | 34,21      | 13º         |
| nov. 2024-2025        | Genoa                 | A                     | 26         | 8          | 9          | 9          | CI              | -               | -               | -               | -               | -                  | -                  | -                  | -                  | -                  | -           | -           | -           | -           | -           | 26     | 8      | 9      | 9      | 30,77      | Sub., 13º   |
| 2025-2026             | Genoa                 | A                     | 0          | 0          | 0          | 0          | CI              | 1               | 1               | 0               | 0               | -                  | -                  | -                  | -                  | -                  | -           | -           | -           | -           | -           | 1      | 1      | 0      | 0      | 100,00&    | in corso    |
| Totale Genoa          | Totale Genoa          | Totale Genoa          | 26         | 8          | 9          | 9          |                 | 1               | 1               | 0               | 0               |                    | -                  | -                  | -                  | -                  |             | -           | -           | -           | -           | 27     | 9      | 9      | 9      | 33,33      |             |
| Totale carriera       | Totale carriera       | Totale carriera       | 289        | 106        | 85         | 98         |                 | 24              | 12              | 3               | 9               |                    | 5                  | 1                  | 0                  | 4                  |             | -           | -           | -           | -           | 318    | 119    | 88     | 111    | 37,42      |             |

## Palmarès

### Giocatore

#### Club
- Campionato italiano: 4

Milan: 1995-1996
Inter: 2006-2007, 2007-2008, 2008-2009, 2009-2010
- Campionato inglese: 3

Arsenal: 1997-1998, 2001-2002, 2003-2004
- Coppa d'Inghilterra: 5

Arsenal: 1997-1998, 2001-2002, 2002-2003, 2004-2005
Manchester City: 2010-2011
- Charity/Community Shield: 3

Arsenal: 1998, 1999, 2002
- Supercoppa italiana: 2

Inter: 2006, 2008

#### Nazionale
- Campionato mondiale: 1

Francia 1998
- Campionato d'Europa: 1

Belgio-Paesi Bassi 2000
- Confederations Cup: 1

Corea del Sud-Giappone 2001

#### Individuale
- Squadra dell'anno della PFA: 6

1998-1999, 1999-2000, 2000-2001, 2001-2002, 2002-2003, 2003-2004
- Top 11 all'Europeo: 1

Belgio-Paesi Bassi 2000
- Pallone d'argento della FIFA Confederations Cup: 1

2001
- Calciatore francese dell'anno: 1

2001
- Squadra dell'anno UEFA: 1

2001
- Inserito nella FIFA 100 (2004)
- All-Star Team dei Mondiali: 1

Germania 2006
- Inserito tra le "Leggende del calcio" del Golden Foot (2019)